# Lijst van plaatsen in de Schotse Hooglanden
Dit artikel bevat een lijst met elke stad, dorp, gehucht of nederzetting in het raadsgebied Schotse Hooglanden.
In het vet aangeduid zijn towns.

## A

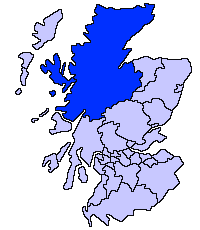
raadsgebied Highland

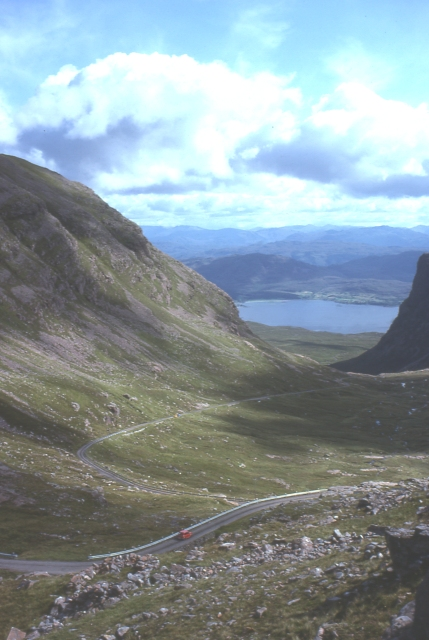
Bealach na Ba tot vroeg in de 20ste eeuw de enige weg die Applecross verbindt met de rest van Schotland

- Aberarder
- Aberchalder
- Abriachan
- Achachork
- Achanalt
- Achandunie
- Acharacle
- Achany
- Achaphubuil
- Acharn
- Achateny
- Ach' An Todhair
- Achentoul
- Achgarve
- Achiemore (Lairg, Sutherland)
- Achiemore (Rhiconich, Sutherland)
- Achiltibuie
- Achintee (Fort William)
- Achintee (Ross-shire)
- Achintraid
- Achindrean
- A'Chill
- Achina
- Achinduich
- Achingills
- Achmelvich
- Achmore
- Achnabat
- Achnacarnin
- Achnacarry
- Achnaconeran
- Achnacloich
- Achnaha
- Achnahaird
- Achnahanat
- Achnagarron
- Achnahannet
- Achnasaul
- Achnasheen
- Achnashellach
- Achranich
- Achriesgill
- Achrimsdale
- Achterneed
- Ackergill
- Achosnich
- Achuvoldrach
- Achvarasdal
- Achylyness
- Achvaich
- Aigas
- Aird of Sleat
- Alcaig
- Aldie
- Aldourie
- An Ard
- Ankerville
- Alness
- Allanfearn
- Allangrange Mains
- Alligin
- Allt-na-h-Airbhe
- Allt-nan-Sugh
- Altrua
- Altandhu
- Altass
- Altnaharra
- Altnabreac
- Alvie
- Anancaun
- Anaheilt
- Annat
- Annishader
- Applecross
- Arabella
- Ardachu
- Ardarroch
- Ardcharnich
- Ardclach
- Ardaneaskan
- Ardechive
- Ardelve
- Ardendrain
- Ardersier
- Ard-dhubh
- Ardery
- Ardessie
- Ardgay
- Ardgour
- Ardheslaig
- Ardindrean
- Ardmair
- Ardmolich
- Ardmore
- Ardnagrask
- Ardnastang
- Ardross
- Ardshealach
- Ardtoe
- Ardtornish
- Ardullie
- Ardvannie
- Ardvasar
- Arisaig
- Arivegaig
- Armadale (Skye)
- Armadale (Sutherland)
- Arnisdale
- Arnish
- Arnisort
- Arpafeelie
- Ashaig
- Attadale
- Auchentoul
- Auchertyre
- Auchindrean
- Auchtertyre
- Auckengill
- Aultbea
- Aultgrishan
- Aultiphurst
- Aundorach
- Avielochan
- Aviemore
- Avoch
- Auldearn

## B

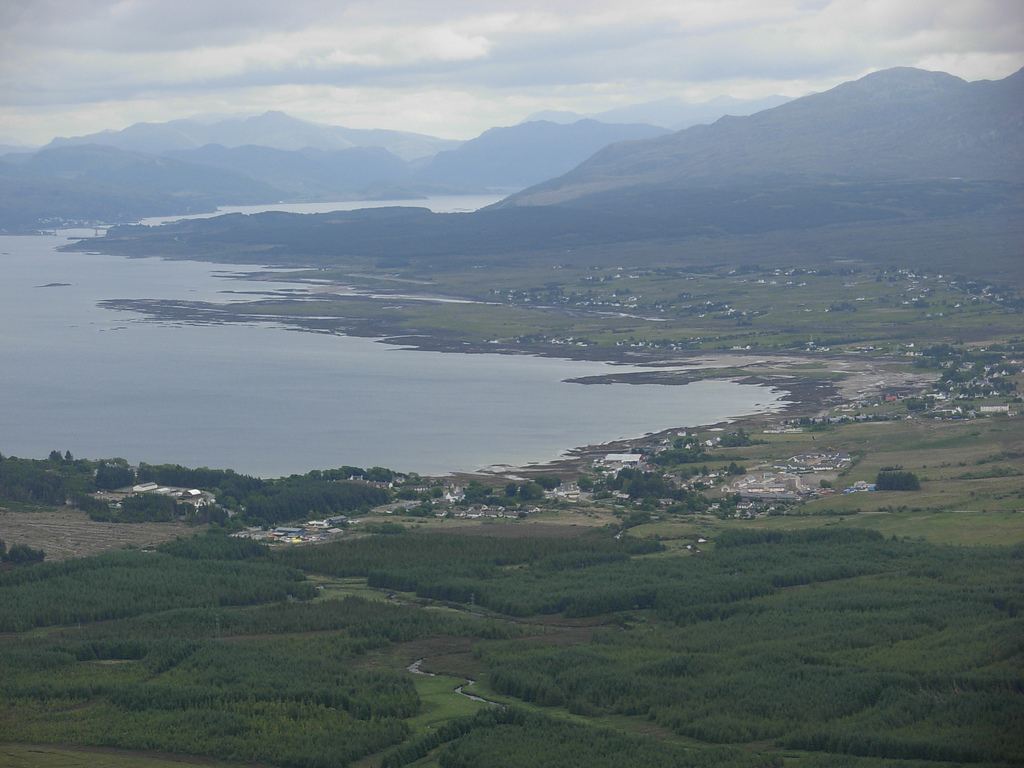
Broadford

- Back of Keppoch
- Backies
- Badachro
- Badninish
- Badluarach
- Badrallach
- Badcaul
- Badicaul
- Balachuim
- Balbeg
- Balblair
- Balchladich
- Balchraggan
- Balchrick
- Balgown
- Baligill
- Balintore
- Balintraid
- Ballachulish
- Balleigh
- Balloch
- Balmacaan
- Balmacara Square
- Balmacara
- Balmeanach (Isle of Raasay)
- Balmeanach (Skye)
- Balnabruich
- Balnafoich
- Balnaknock
- Balnain
- Balnapaling
- Balnacoil
- Balnacra
- Balnaguisich
- Balnakeil
- Balvraid
- Banavie
- Baramore
- Barbaraville
- Barnyards
- Bualintur
- Beauly
- Beoraidbeg
- Berriedale
- Bernera
- Bernisdale
- Bettyhill
- Bilbster
- Big Sand
- Bishop Kinkell
- Blaich
- Blairmore
- Boat of Garten
- Bogallan
- Bogroy
- Bohenie
- Bohuntine
- Bonar Bridge
- Bornesketaig
- Borreraig
- Bottacks
- Borve
- Bower
- Bracadale
- Branault
- Brawl
- Brea of Achnahaird
- Breafield
- Breakachy
- Breckrey
- Bridge of Orchy
- Broadford
- Brochel
- Brogaig
- Brora
- Brough
- Broubster
- Bruan
- Buldoo
- Bunacaimb
- Bunarkaig
- Bunloit
- Bunchrew

## C

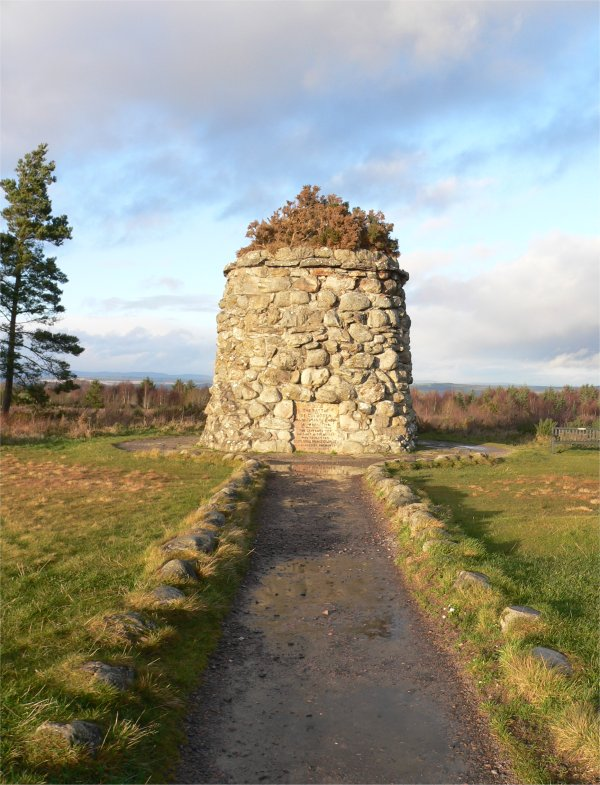
Gedenkteken uit 1881 ter ere van de gesneuvelde Jacobieten bij de Slag bij Culloden.

- Cabrich
- Camastianavaig
- Camore
- Camuscross
- Camusnagaul
- Camusteel
- Camusterrach
- Camas Luinie
- Camault Muir
- Cannich
- Carbost (Isle of Skye)
- Carbost (Portree, Isle of Skye)
- Carnach
- Caroy
- Carrbridge
- Castletown
- Castlehill
- Catlodge
- Cawdor
- Clachtoll
- Claggan
- Claigan
- Clayock
- Clardon
- Clashmore
- Clashnessie
- Cleadale
- Clephanton
- Clovuillin
- Clunes
- Clyth
- Coal
- Coillore
- Coille Mhorgil
- Colbost
- Coldbackie
- Coldwell
- Conon Bridge
- Conordan
- Contin
- Corntown
- Corpach
- Corran (Lochaber)
- Corran (Skye and Lochalsh)
- Corriechatachan
- Corriemony
- Corry
- Coulags
- Cove
- Craig
- Craig Dunain
- Craigtown
- Craggie
- Crask of Aigas
- Creich
- Croachy
- Croftnacreich
- Croick
- Cromarty
- Cromdale
- Crosskirk
- Croy
- Cruard
- Culbokie
- Culburnie
- Culcairn
- Culcharry
- Culduie
- Cullicudden
- Culloden
- Culkein
- Culrain

## D

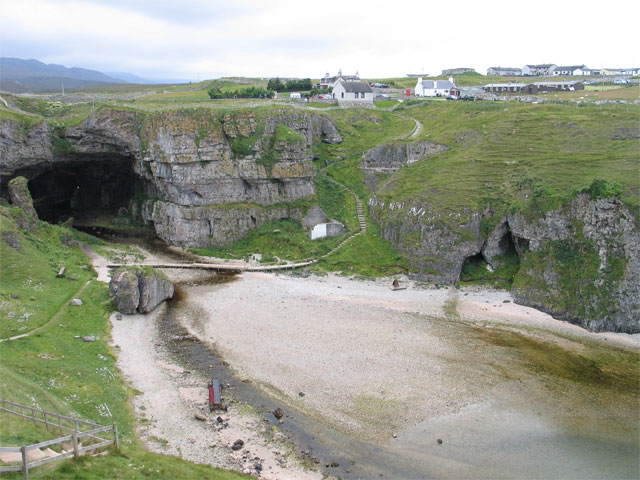
Smoo Cave in de buurt van Durness

- Davidson
- Dalbeg
- Dalchalm
- Dalchreichart
- Dalelia
- Dalhalvaig
- Dalmore
- Dalnabreck
- Dalreavoch
- Dalwhinnie
- Delny
- Digg
- Dingwall
- Dochgarroch
- Doll
- Dornie
- Dornoch
- Dores
- Dorrery
- Dounie
- Drimnin
- Droman
- Druimarben
- Druimindarroch
- Drumbeg
- Drumbuie
- Drumchardine
- Drumfearn
- Drumnadrochit
- Drumuie
- Drumuillie
- Drynoch
- Duirinish
- Duisdalemore
- Duisdalebeg
- Duisky
- Dulnain Bridge
- Dunan
- Dunbeath
- Duncanston
- Dundonnell
- Dunnet
- Dunvegan
- Durness
- Durran
- Duthil

## E

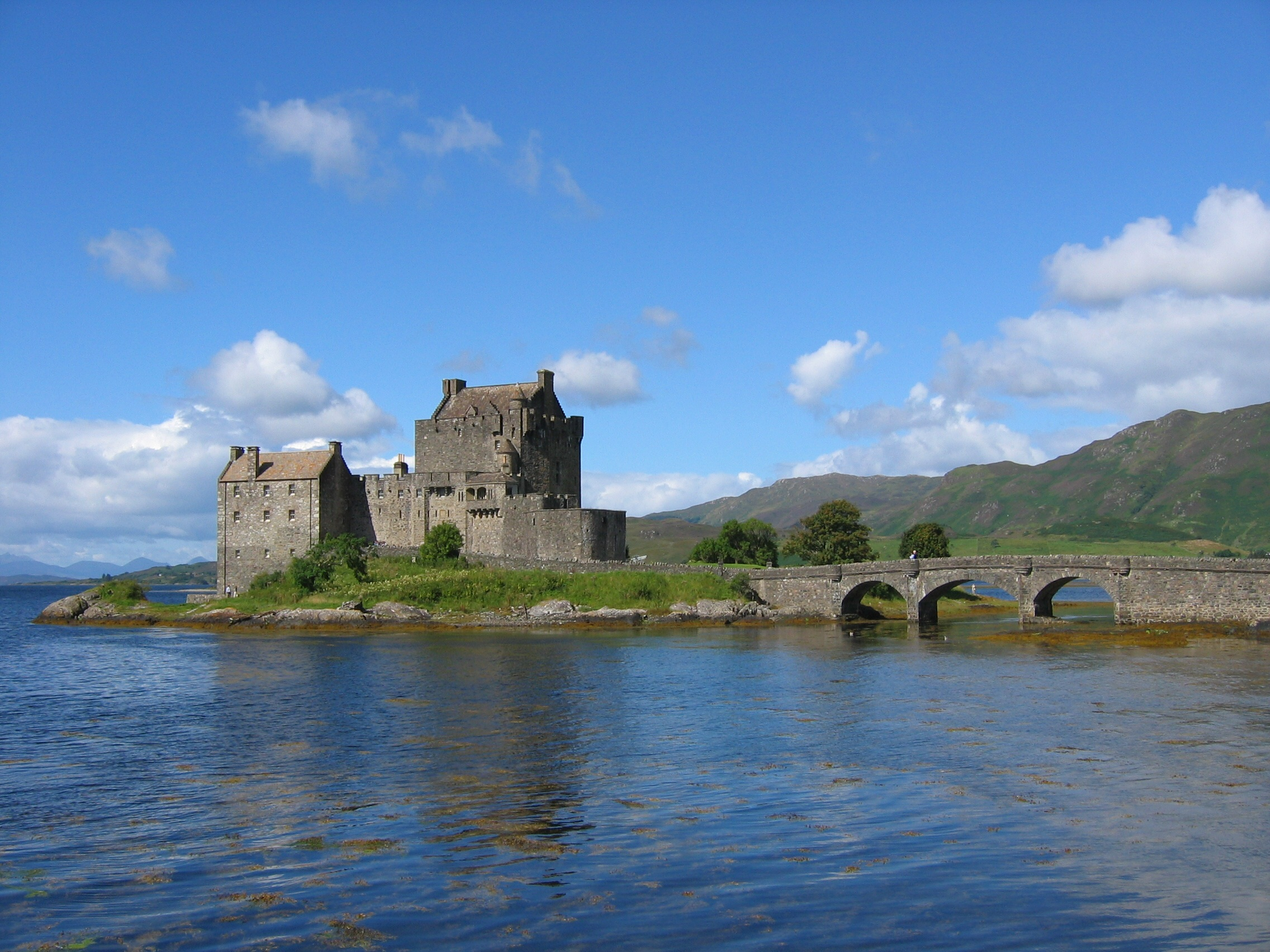
Eilean Donan Castle

- Eabost West
- Earlish
- East Lamington
- East Lewiston
- East Croachy
- East Mey
- Easter Boleskine
- Easter Fearn
- Easter Galcantry
- Easter Kinkell
- Easter Moniack
- Easter Suddie
- Ebost
- Edinbane
- Eilanreach
- Eilean Darach
- Eliean Donan
- Eilean Larmain
- Eilean Shona
- Easter Lochend
- Elgol
- Elishader
- Elphin
- Embo
- Erbusaig
- Eriboll
- Errogie
- Essich
- Etteridge
- Evanton
- Evelix
- Eynort
- Eyre
- Eyre

## F

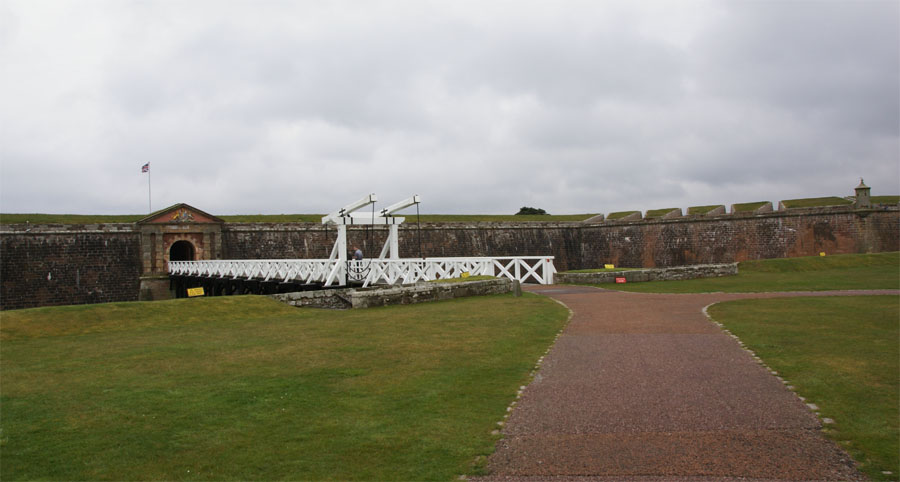
Fort George: hoofdingang met brug

- Fairburn
- Fanagmore
- Farlary
- Farr
- Farr
- Fasach
- Fascadale
- Fascally
- Fassfern
- Feorlig
- Fearns
- Felshiebridge
- Fendom
- Feriniquarrie
- Fersit
- Ferness
- Fernilea
- Ferrindonald
- Findon Mains
- Fisherton
- Fiskavaig
- Fiunary
- Flashadder
- Flodigarry
- Fodderty
- Foindle
- Forse
- Fort Augustus
- Fort George
- Fortrose
- Forsinard
- Fort William
- Fourpenny
- Foyers
- Fresgoe
- Freswick
- Fryster

## G

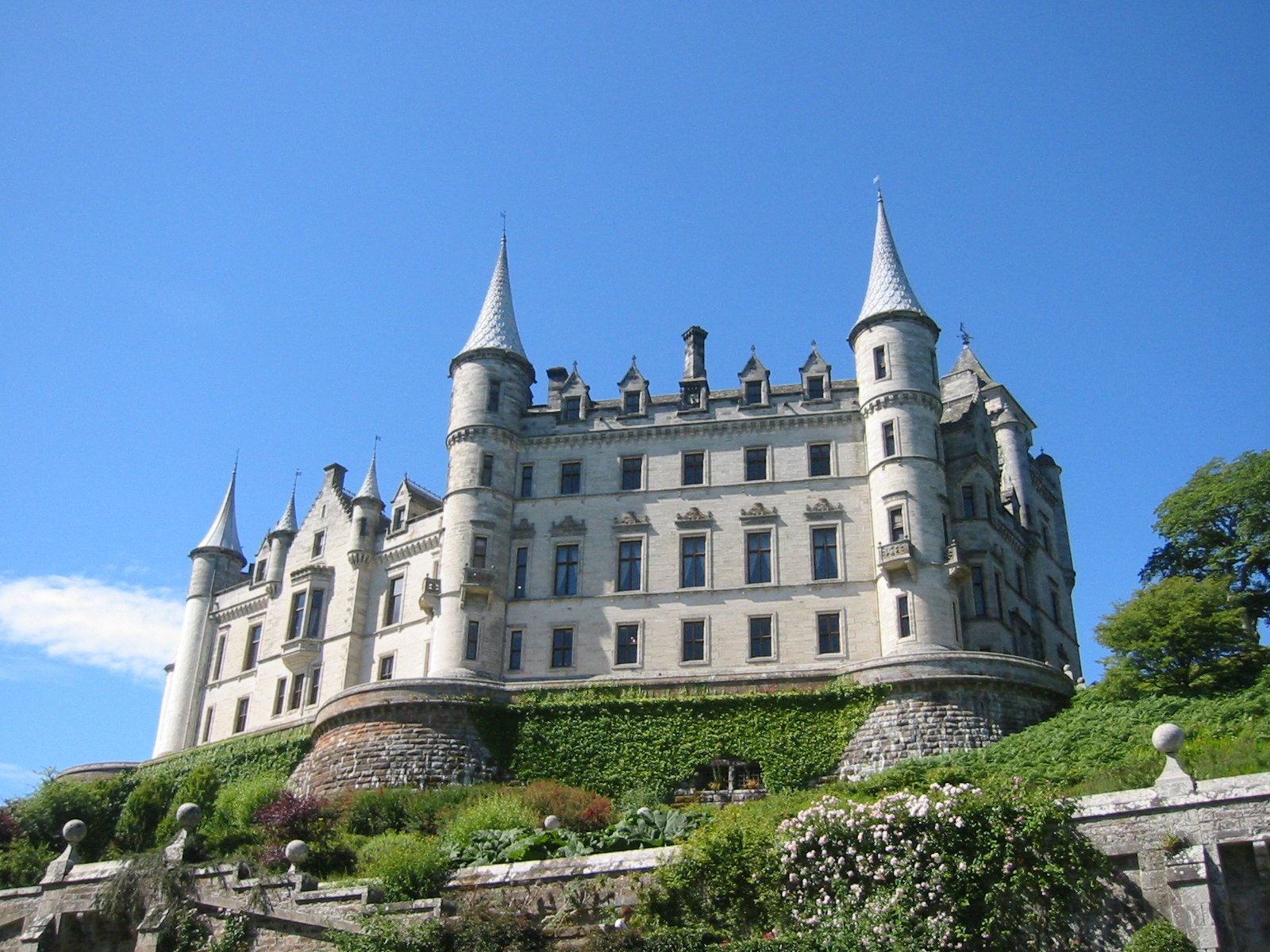
Dunrobin Castle van de zeezijde (Golspie)

- Galltair
- Galltrigill
- Garafad
- Garbat
- Garros
- GarryGualach
- Garrymore
- Gairloch
- Gairlochy
- Galmisdale
- Garguston
- Garve
- Geary
- Gedintailor
- Geise
- Gillen
- Gills
- Glackmore
- Glaichbea
- Glame
- Glaschoil
- Glasphein
- Glassburn
- Glenancross
- Glen Affric
- Glenbeg
- Glen Bernisdale
- Glenborrodale
- Glenbrittle
- Glenconnon
- Glendale
- Glenfinnan
- Glenelg
- Glencoe
- Glengrasco
- Glenmore
- Glenmoriston
- Glenuig
- Clunas
- Gordonbush
- Golspie
- Gorstan
- Gorthleck
- Grealine
- Greenfield
- Grudie
- Gruids
- Grula

## H

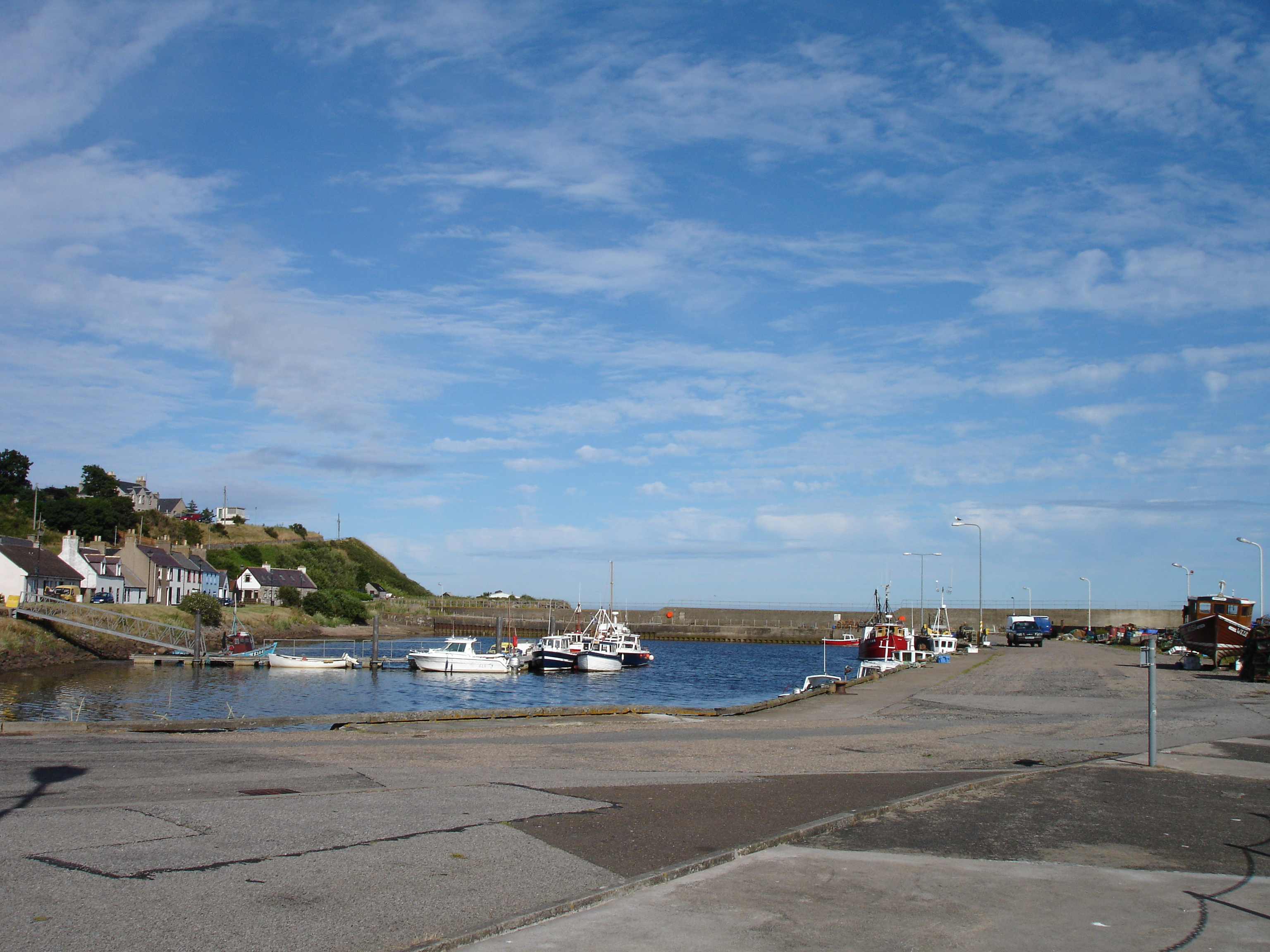
Helmsdale

- Halcro
- Halistra
- Halkirk
- Hallin
- Ham
- Harlosh
- Harrapool
- Harris
- Haster
- Heaste
- Heatherfield
- Helmsdale
- Heilam
- Heights of Brae
- Heights of Kinlochewe
- Herebost
- Highbridge
- Hilliclay
- Hill of Fearn
- Hilton
- Hilton of Cadboll
- Hope
- Houstry
- Huna
- Hungladder

## I

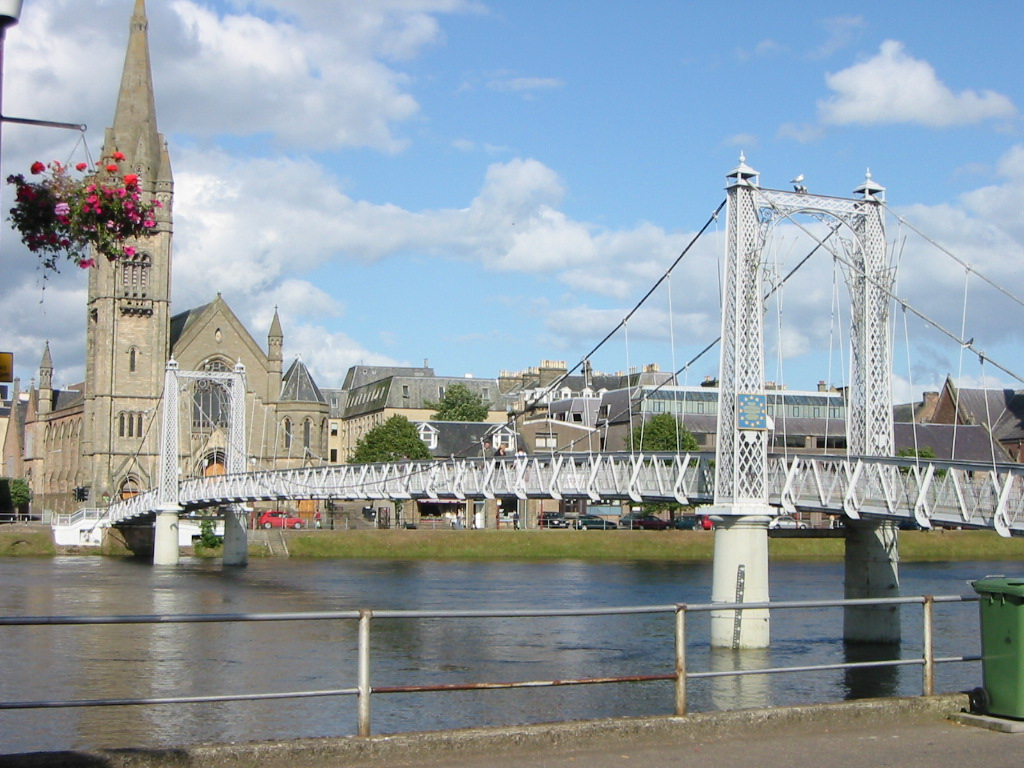
Voetgangersbrug in Inverness

- Idrigill
- Incheril
- Inchmore
- Inchnadamph
- Inchlaggan
- Inchree
- Insh
- Inshegra
- Inshore
- Inveralligin
- Inverailort
- Inveran
- Inverarish
- Inverbrough
- Inverchoran
- Invergordon
- Inverfarigaig
- Invergarry
- Inverinate
- Inverkirkaig
- Inverlochy Castle
- Invermoidart
- Invermoriston
- Invernaver
- Inverness
- Inverroy
- Invershin
- Isleornsay

## J
- Jamestown
- Jemimaville
- John o' Groats

## K

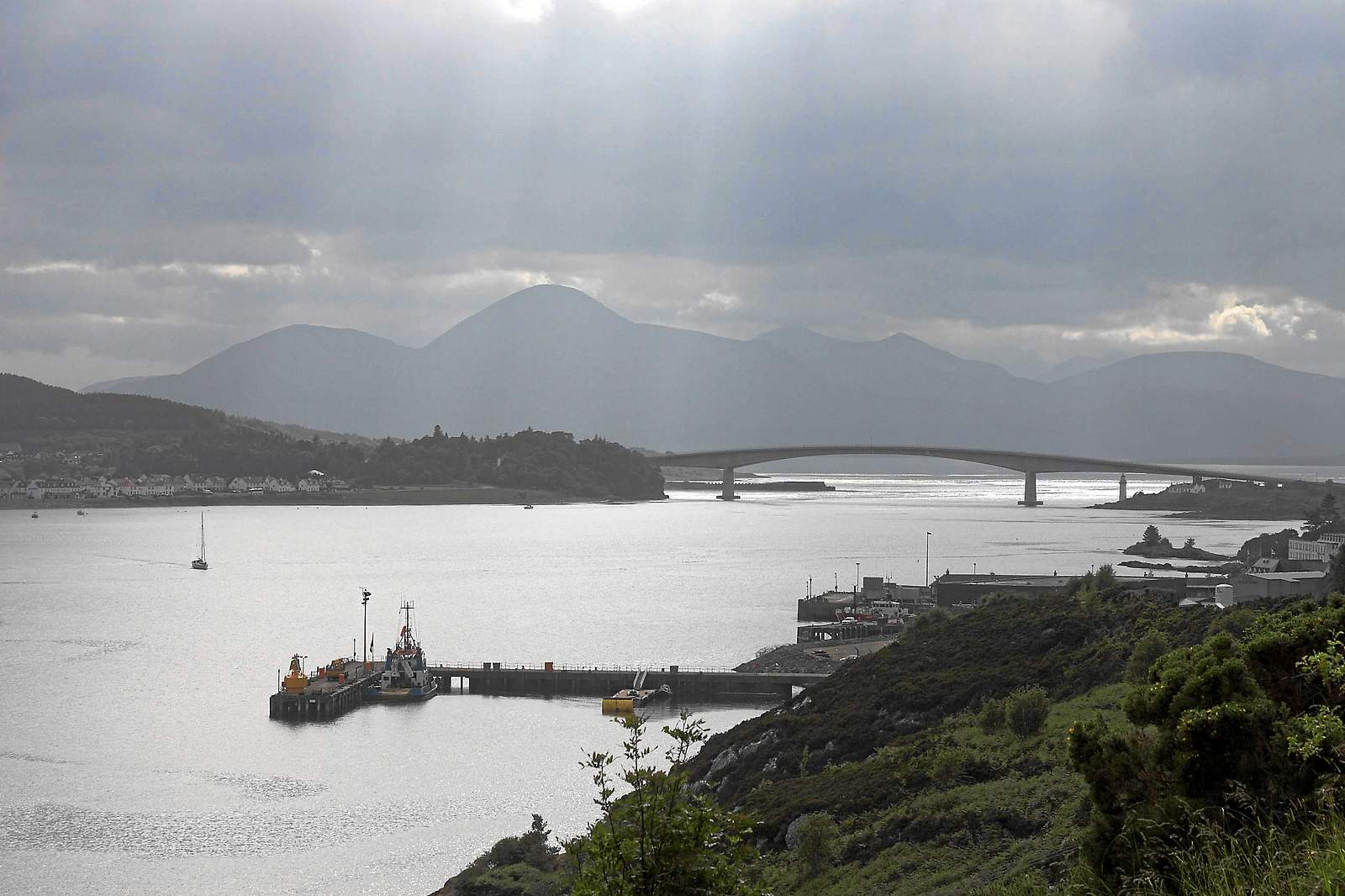
Kyle of Lochalsh, met Skye Bridge op de achtergrond

- Kearvaig
- Keiss
- Keistle
- Kensaleyre
- Kentra
- Keoldale
- Keppanach
- Keppoch
- Kerrysdale
- Kilbeg
- Kilbride
- Kilchoan
- Kilcoy
- Kildary
- Kildonnan
- Killen
- Killichonate
- Killilan
- Killimster
- Kilundine
- Kilmalieu
- Kilmaluag
- Kilmarie
- Kilmonvaig
- Kilmorack
- Kilmore
- Kilmory
- Kilmuir
- Kilphedir
- Kiltarlity
- Kiltearn
- Kilvaxter
- Kinbrace
- Kincardine
- Kincraig
- Kingairloch
- Kingsburgh
- Kingussie
- Kinloch
- Kinlochbervie
- Kinlochchiel
- Kinlochleven
- Kinlochewe
- Kinloch Laggan
- Kinlochmoidart
- Kinveachy
- Kirk
- Kirkhill
- Kirkton
- Kirkton of barevan
- Klibreck
- Knockbain
- Knockbreck
- Knockally
- Knockan
- Knockfarrel
- Knockdee
- Knott
- Kyle of Lochalsh
- Kylerhea
- Kyleakin
- Kylesku
- Kylestrome

## L

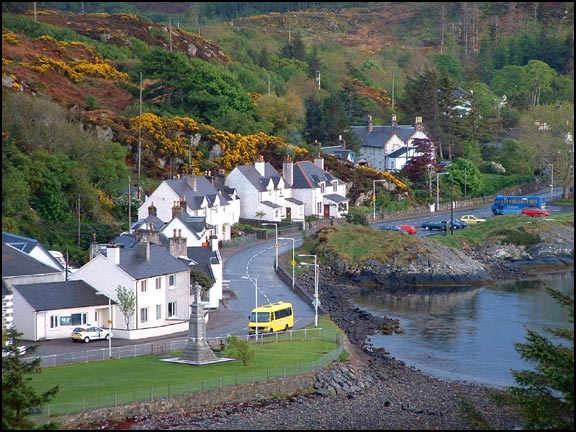
Lochinver

- Laga
- Laggan
- Lair
- Lairg
- Lamington
- Landhallow
- Larachbeg
- Latheron
- Latheronwheel
- Laxford Bridge
- Leachachan
- Leachkin
- Lealt
- Leckie
- Leckfurin
- Leckmelm
- Ledgowan
- Ledmore
- Lednagullin
- Leirinmore
- Lennie
- Lentran
- Lephin
- Letterewe
- Letterfearn
- Letterfinlay
- Letters
- Lettoch
- Levishie
- Lewiston
- Liddesdale
- Linsidemore
- Linicro
- Littlecreich
- Littleferry
- Little Gruinard
- Littlemill
- Loans of Tullich
- Loaneckheim
- Lochailort
- Loch Alsh
- Lochaline
- Lochbay
- Lochcarron
- Loch Cluanie
- Loch Coruisk
- Lochend
- Lochinver
- Lochmaree
- Lochside
- Lochslin
- Lochussie
- Logiehill
- Londubh
- Lonemore (Ross-shire)
- Lonemore (Sutherland)
- Lothbeg
- Lothmore
- Lower Ardelve
- Lower Breakish
- Lower Diabeg
- Lower Dounreay
- Lower Milovaig
- Luib
- Lubcroy
- Lusta
- Lybster
- Lynchat
- Lynne of Gorthleck

## M

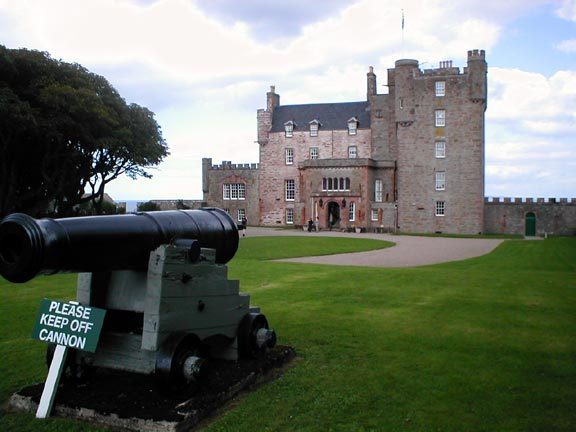
Castle of Mey

- Mains of Clunes
- Maligar
- Mallaig
- Marishadder
- Marybank
- Maryburgh
- Mellon Charles
- Mellon Udrigle
- Melgarve
- Melvaig
- Melvich
- Merkadale
- Mey
- Mid Urchany
- Milliness
- Midtown
- Millness
- Milton of Culloden
- Milton
- Miltonduff
- Miltown
- Morar
- Morefield
- Moreland
- Morven
- Morvich
- Mountgerald
- Moy
- Mudale
- Mugeary
- Muie
- Munerigie
- Mungasdale
- Muirshearlich
- Muir of Fairburn
- Muir of Ord
- Muirton Mains
- Munlochy
- Murkle
- Murlaggan
- Mybster

## N

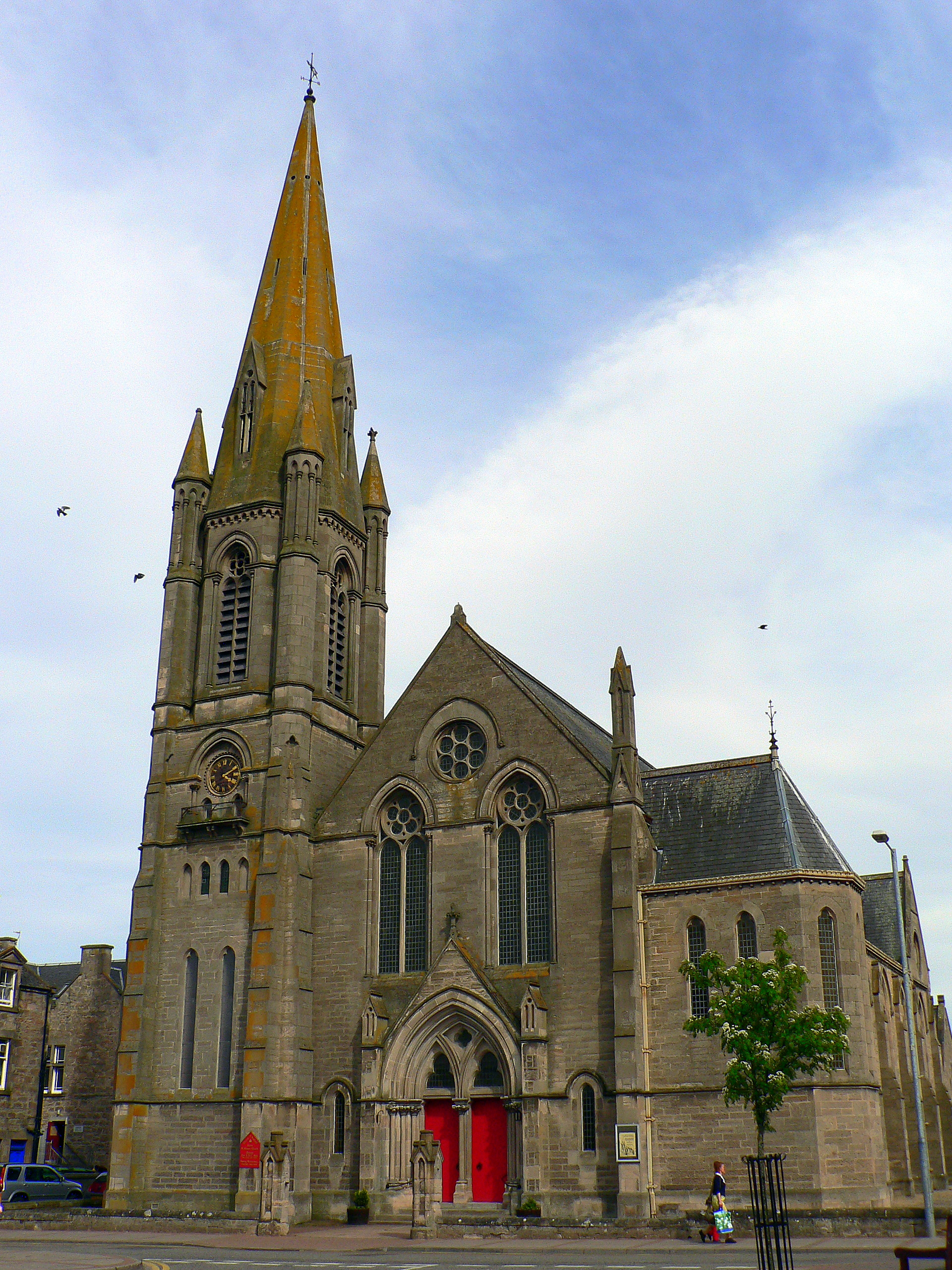
Nairn

- Nairn
- Nairnside
- Nasst
- Nedd
- Nethy Bridge
- Newlands of Geise
- Newfield
- New Kelso
- Newport
- Newton (Inverness)
- Newton
- Newton of Ardtoe
- Newton of Ferintosh
- Newtonmore
- Schotland
- Nigg
- Novar
- Novar Toll
- North Ballachulish
- North Erradale
- North Kessock
- North Strom
- North Watten
- Nostie
- Nybster

## O
- Ockle
- Oldshore Beg
- Oldshoremore
- Olgrinmore
- Ollach
- Onich
- Orbost
- Ord
- Ord Muir
- Ormiscaig
- Ormsaigmore
- Opinan
- Ose

## P

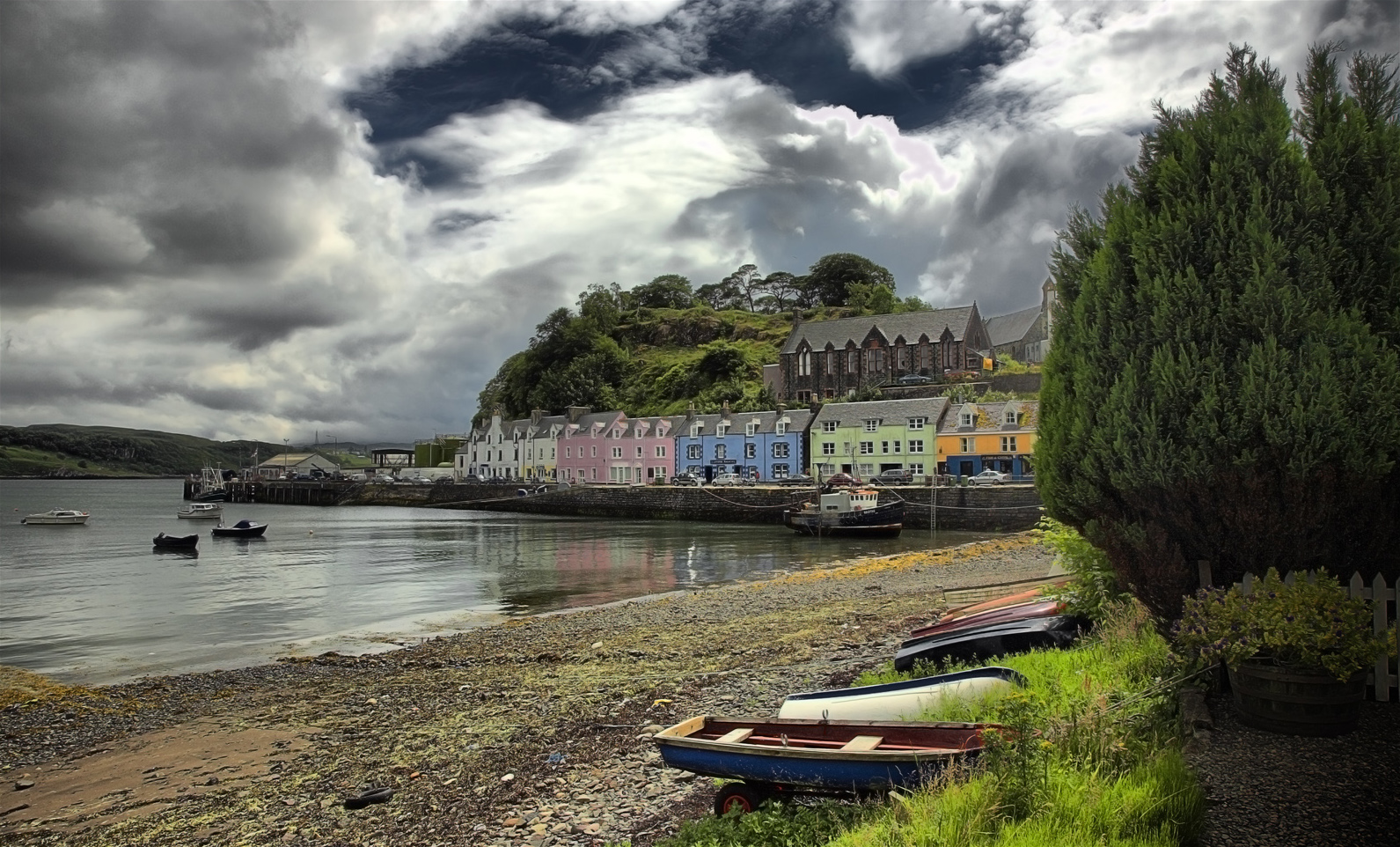
Portree

- Papigoe
- Peinachorran
- Peinchorran
- Peiness
- Penifiler
- Peterburn
- Piperhill
- Pitcalnie
- Pitgrudy
- Pitmaduthy
- Pittentrail
- Plockton
- Plockton railway station
- Polbain
- Polglass
- Polla
- Polloch
- Poles
- Poolewe
- Portgower
- Portnacon
- Portnalong
- Portnaluchaig
- Portmahomack
- Port Henderson
- Port Mor
- Portree
- Portskerra
- Portuairk
- Proncy
- Proncycroy
- Pulrossie

## R

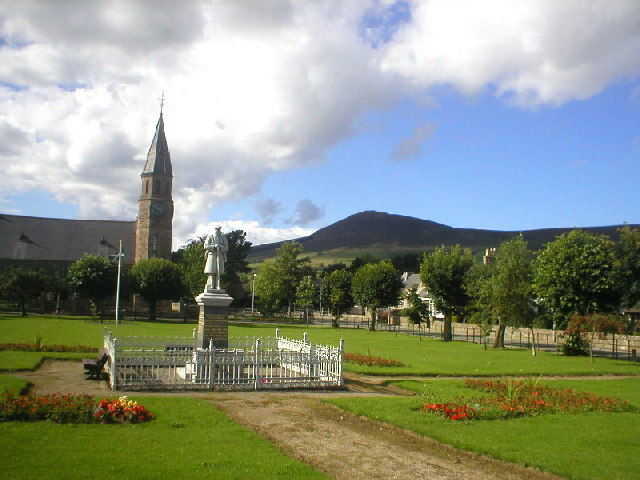
Rhynie

- Raasay
- Raddery
- Ramasaig
- Ramscraig
- Ranochan
- Ratagan
- Rearquhar
- Reay
- Reaster
- Rechullin
- Redburn (Inverness)
- Redburn
- Redcastle
- Redpoint
- Regoul
- Reiff
- Reinachait
- Reiss
- Resaurie
- Resipol
- Rheindown
- Rhelonie
- Rhemore
- Rhian
- Rhicarn
- Rhiconich
- Rhilochan
- Rhiroy
- Rhifail
- Rhue
- Rhynie
- Ribigill
- Richonich
- Rispond
- Roadside
- Roag
- Rockfield
- Rogart
- Rosefield
- Rosehall
- Rosehaugh
- Rosemarkie
- Roshven
- Roskhill
- Rosskeen Bridge
- Roster
- Rothiemurchus
- Roughburn
- Roybridge
- Ruilick
- Ruisaurie
- Ruthven
- Ruthven

## S

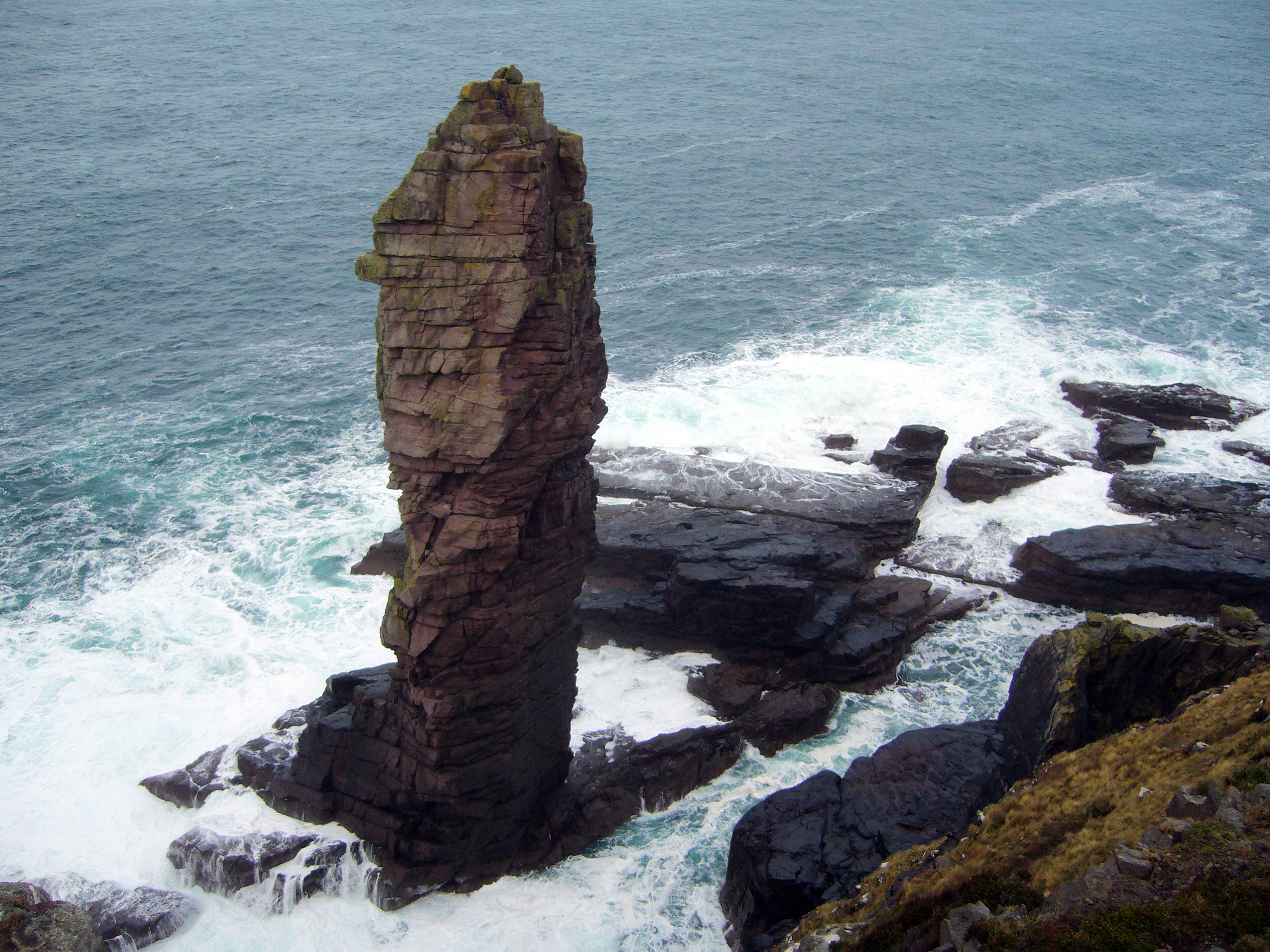
Old Man of Stoer

- Saasaig
- Salen
- Sallachy
- Saltburn
- Sanacham
- Sand
- Sand Laide
- Sangobeg
- Sanna
- Sarclet
- Sarsgrum
- Sartle
- Saval
- Savary
- Satran
- Scalpay
- Scaniport
- Scarfskerry
- Scarroy
- Sconser
- Scotsburn
- Scotstown
- Scourie
- Scourie More
- Scrabster
- Sculamus
- Shandwick
- Sheader
- Shebster
- Shenval
- Shielbridge
- Shieldaig
- Shielfoot
- Shoretown
- Shurrey
- Skeabost
- Skeabost Bridge
- Skelbo Muir
- Skelpick
- Skerricha
- Skerray
- Skinidin
- Skinnerton
- Skirsa
- Skulamus
- Skullomie
- Skye of Curr
- Sluggans
- Smerral
- Smithon
- Solitote
- Soyal
- Sordale
- South Clunes
- South Ballachulish
- South Duntulm
- South Erradale
- South Garvan
- South Laggan
- South Oscaig
- Spean Bridge
- Spinningdale
- Spittal
- Staffin
- Staxigoe
- Stein
- Stenscholl
- Strath
- Strathan
- Strathan
- Strathaird
- Strathcanaird
- Strathcarron
- Strathmashie
- Strathpeffer
- Strathrusdale
- Stromemore
- Stromeferry
- Stronaba
- Stronchreggan
- Strontian
- Stemster
- Stittenham
- Stoer
- Stoneyfield
- Stronchrubrie
- Strone
- Struan
- Struy
- Suladale
- Swiney
- Swordale
- Swordly
- Syre

## T

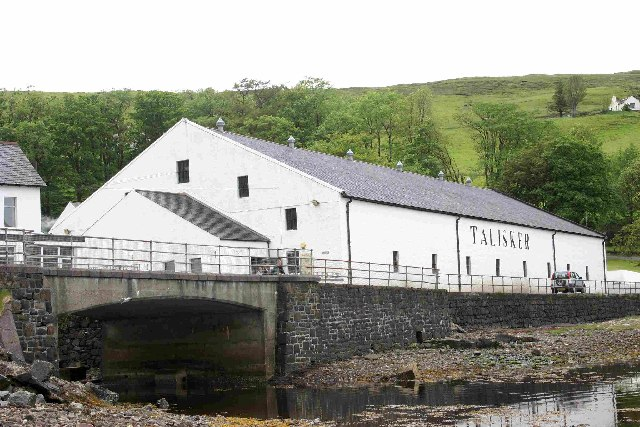
Talisker Distillery

- Taagan
- Tain
- Talisker
- Tannoch
- Tarbet
- Tarskavaig
- Tarrel
- Tartlogie
- Tarvie
- Teangue
- The Braes
- The Craigs
- The Polchar
- Thrumster
- Thurso
- Tokavaig
- Tomatin
- Tombreck
- Tomchrasky
- Tongue
- Torcastle
- Tore
- Torgormack
- Torlundy
- Tornagrain
- Tornich
- Torridon
- Torrin
- Torrish
- Torrisdale
- Torroble
- Torvaig
- Toscaig
- Totaig
- Totarder
- Totescore
- Toulvaddie
- Tournaig
- Trantlebeg
- Trantlemore
- Treaslane
- Trislaig
- Trotternish
- Trumpan
- Tullich Muir
- Tulloch

## U

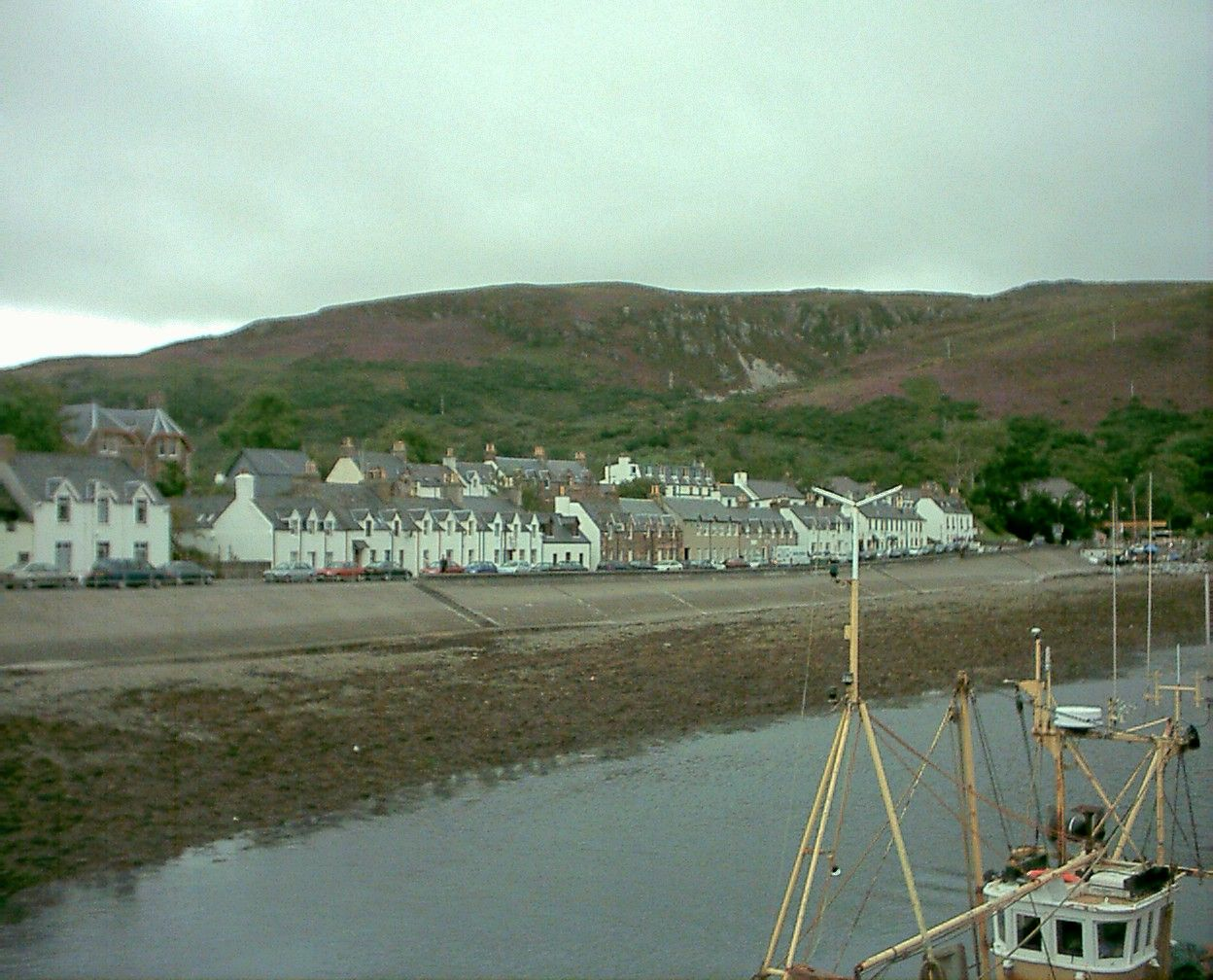
Ullapool

- Uig
- Uigshader
- Ulbster
- Ullapool
- Ullinish
- Upper Ardchronie
- Upper Ardelve
- Upper Badcall
- Upper Bighouse
- Upper Breakish
- Upper Camster
- Upper Glenfintaig
- Upper Halistra
- Upper Milovaig
- Upper Myrtlefield
- Urray

## V
- Valtos
- Vatten
- Viewhill

## W

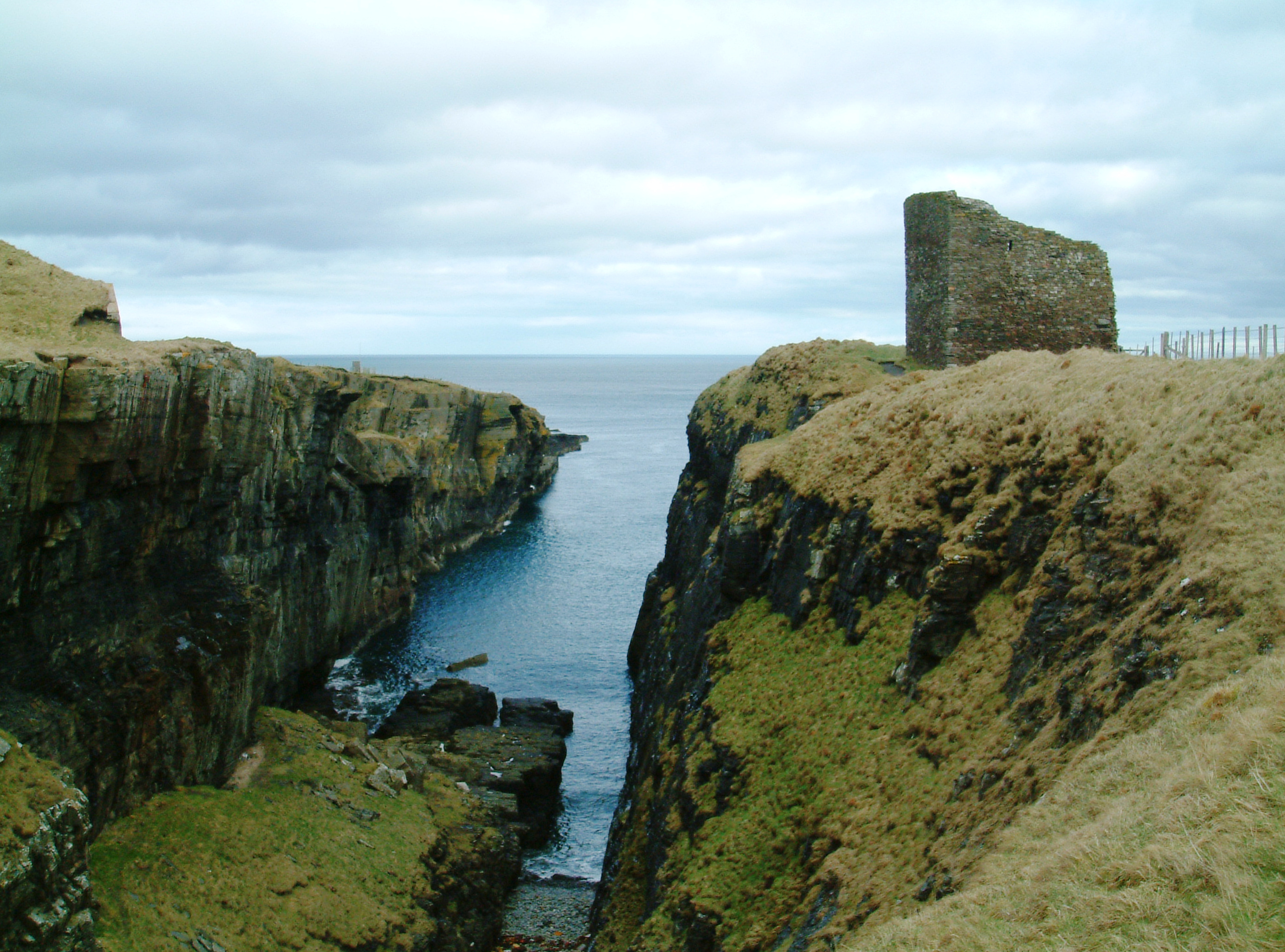
Het Castle of Old Wick.

- Wag
- Waterloo
- Waternish
- Watten
- Westhill
- West Clyne
- West Helmsdale
- West Langwell
- Wester Aberchalder
- Wester Aligin
- Wester Balblair
- Wester Galcantry
- Wester Gruinards
- Wester Lealty
- Wester Moy
- Westerdale
- Westfield
- Weydale
- Whaligoe
- Whitebridge
- Whiteross
- Whiterow
- Wick
- Windhill